# Vandœuvre-lès-Nancy
Vandœuvre-lès-Nancy je jugozahodno predmestje Nancyja in občina v severovzhodnem francoskem departmaju Meurthe-et-Moselle regije Lorene. Leta 1999 je naselje imelo 34.420 prebivalcev.

## Geografija
Naselje se nahaja na jugozahodnem obrobju Nancyja; je njegovo največje predmestje.

## Administracija
Vandœuvre-lès-Nancy je sedež dveh kantonov:
- Kanton Vandœuvre-lès-Nancy-Vzhod (del občine Vandœuvre-lès-Nancy),
- Kanton Vandœuvre-lès-Nancy-Zahod (del občine Vandœuvre-lès-Nancy).

Oba kantona sta sestavna dela okrožja Nancy.

## Pobratena mesta
- Gedling (Združeno kraljestvo),
- Grottaferrata (Italija),
- Lemgo (Nemčija),
- Poa (Burkina Faso),
- Ponte de Lima (Portugalska).